# Trần Chân (võ sĩ)
Trần Chân (chữ Hán:陳真) là một nhân vật hư cấu nổi tiếng trên màn ảnh truyền hình và màn ảnh rộng Hồng Kông. Nhân vật này từng được dựng thành phim nhiều lần với nhiều câu chuyện khác nhau, song đều có chung lai lịch: là đệ tử chân truyền của Hoắc Nguyên Giáp, thuộc võ phái Tinh Võ Môn và sống vào đầu thời kỳ dân quốc ở Trung Hoa.

### Những lần được đưa lên màn ảnh
Câu chuyện về Trần Chân được dựa trên một người có thật tên Lưu Chấn Thanh (劉振聲), đệ tử đầu tiên của Hoắc Nguyên Giáp, lần đầu xuất hiện trong bộ phim Tinh Võ Môn của đạo diễn La Duy, hãng Gia Hòa sản xuất năm 1972. Từ đó đến nay đã được tái hiện nhiều lần qua những phong cách khác nhau của những nam diễn viên mà phần đông họ là những ngôi sao võ thuật: Lý Tiểu Long, Lương Tiểu Long, Lý Liên Kiệt, Chân Tử Đan.

#### Tinh Võ Môn(1972)
Người đầu tiên đưa hình tượng này lên màn ảnh là Lý Tiểu Long. Trong phim, Trần Chân được mô tả là một người trẻ tuổi, cương trực, nóng nảy và võ công cao cường. Trần Chân yêu Nguyên tiểu thư, một người trong môn phái (Miêu Khả Tú đóng). Sau khi để tang và tìm ra nguyên nhân cái chết của sư phụ, anh quyết trả thù. Cuối cùng, Trần Chân đã giết chết tất cả những kẻ liên quan tới vụ hãm hại này và sau đó chết dưới súng của bầy cảnh sát thân Nhật. Đây chính là câu chuyện gốc, đã đưa hình tượng Trần Chân lên như một biểu tượng của lòng yêu nước với câu nói nổi tiếng:
| “ | Nói cho chúng mày biết, người Trung Quốc chúng tao không phải là Đông Á bệnh phu | ” |

Phim góp phần đưa tên tuổi của Lý Tiểu Long ra ngoài biên giới, về sau còn được xếp hạng 17 trong danh sách "100 phim hay nhất của điện ảnh Hoa ngữ" do hiệp hội điện ảnh Hồng Kông bầu chọn năm 2005.

#### Trần Chân(1982)
Năm 1982, Lương Tiểu Long, một diễn viên có phong cách dựa theo Lý Tiểu Long cũng vào vai Trần Chân, trong bộ phim dài 20 tập Trần Chân của hãng truyền hình RTV (mà sau này là ATV). Bộ phim được giàn dựng công phu, kinh phí lớn, sau đó đã được đón nhận nồng nhiệt. Nhờ phim này, số người xem đài tăng lên 50%, giúp hãng đánh bại đối thủ là TVB, lại đưa tên tuổi của Lương Tiểu Long trở nên nổi tiếng. Có thể nói đây là một trong những phiên bản Tinh Võ Môn thành công nhất sau bộ của Lý Tiểu Long.
Trong phiên bản này, Trần Chân xuất hiện là một tội phạm bị truy nã sau cái chết của sư phụ, nhờ sự giúp đỡ của thị trưởng Thượng Hải, anh đã giả vờ chết để trốn thoát, chuyển đến Bắc Kinh với con trai Hoắc sư phụ (là nhân vật chính trong phần tiếp theo). Họ sống âm thầm, cho đến một hôm Trần Chân đụng độ Sát Tô, một quan chức Nhật Bản. Tình huống này đưa anh vào một tình thế nguy hiểm. Trong khi quan chức nọ tìm mọi cách để trả thù, Trần Chân quyết định mở lại Tinh Võ Môn để truyền bá võ thuật của sư phụ cho thế hệ sau.

#### Tinh Võ Anh Hùng(1994)
Năm 1994, Trần Chân lại một lần nữa được đưa lên màn ảnh qua Lý Liên Kiệt trong tác phẩm điện ảnh Tinh Võ Anh Hùng. Trần Chân trong phim đảm nhận vai trò cứu vãn Tinh Võ Môn sau cái chết của sư phụ. Trải qua nhiều tình huống lục đục trong nội bộ, xử lý chuyện tình cảm với một cô gái Nhật, Trần Chân sau đó đã đánh chết những kẻ đầu độc sư phụ và cải trang để trốn sang Nhật Bản cùng với người yêu.
Phim chú trọng đến các màn giao đấu võ thuật và bảo vệ môn phái, tính cách của Trần Chân không được thể hiện nhiều.

#### Tinh Võ Môn(1995)
Một năm sau (1995), hãng ATV lần thứ hai dựng cuộc đời huyền thoại của Trần Chân lên thành phim, qua bộ Tinh Võ Môn, với sự thể hiện của Chân Tử Đan. Trong loạt phim dài 30 tập này, đạo diễn có ý gợi lại hình tượng của Lý Tiểu Long với nhiều màn giao đấu kinh điển trong bốn bộ phim của họ Lý, và phong cách chiến đấu dữ dằn của Lý Tiểu Long đã được thể hiện lại qua Chân Tử Đan. Phim kể lại cuộc đời của Trần Chân từ lúc còn là một thanh niên ở thôn dã cho đến khi trở thành người kế thừa sự nghiệp của Hoắc Nguyên Giáp. Trần Chân đã phải trải qua nhiều gian khổ: đi làm thuê, bị hãm hại, kỳ thị, bắt bớ cũng như sự khó xử trong tình cảm khi anh yêu một cô gái Nhật tên Võ Điền Du Mỹ (Vạn Ỷ Văn đóng), là con gái của quan chức Nhật Võ Điền Hạnh Hùng. Cuối cùng, Trần Chân bị cảnh sát bắn chết sau khi giết tất cả những kẻ liên quan đến cái chết của sư phụ và đánh bại một trường dạy Karatedo của Nhật Bản. Câu nói nổi tiếng trong phim này chính là câu nói của Trần Chân trong phiên bản năm 1972 của Lý Tiểu Long.
Loạt phim năm 1995 là một thành công lớn, đã góp phần phổ biến tên tuổi của Chân Tử Đan đến khán giả, cũng như một lần nữa khơi dậy hình tượng anh hùng bất khuất của Trần Chân trong lòng người Trung Quốc. Chân Tử Đan diễn thành công đến mức cái tên Trần Chân một thời đã được dùng để chỉ Chân Tử Đan, nhất là tại các nước nói tiếng Hoa và vùng Đông Nam Á.

#### Tinh Võ Trần Chân(2007)
Năm 2007, Trần Chân tái xuất trên màn ảnh truyền hình Hồng Kông trong bộ Tinh Võ Trần Chân (精武陈真), nhưng lần này là qua Trần Tiểu Xuân, vốn không phải một diễn viên võ thuật chuyên nghiệp. Nội dung phim dựa trên bộ Trần Chân năm 1982 của Lương Tiểu Long. Trần Chân được thể hiện là một nhân vật khá nhu nhược, chui lủi khắp nơi để trốn tránh sự truy bắt và thách đấu của mọi người. Phim chủ yếu nêu cao lòng yêu nước, nhưng được thể hiện nhiều hơn qua các thanh niên Trung Quốc. Phim kết thúc bằng những trận đấu ép buộc giữa Trần Chân với trường dạy võ Nhật. Phim có không nhiều màn giao đấu võ thuật, Trần Chân do được thể hiện bởi một người không có võ nên đã chú trọng khai thác về diễn xuất nội tâm.

#### Tinh võ phong vân(2010)
Một lần nữa Trần Chân lại được chính Chân Tử Đan đưa trở lại màn ảnh vào năm 2010, Hồng Kim Bảo lại có công rất lớn trong việc chỉ đạo võ thuật để đem đến một Trần Chân "anh hùng trong thầm lặng", một nét mới trên màn ảnh kể từ năm 2007.
Sau cái chết của sư phụ Hoắc Nguyên Giáp, môn sinh đều tách ra mỗi người một ngả, âm thầm hoạt động cứu nước, còn Trần Chân một mình một ngựa đến thẳng võ đường Hồng Khẩu, giết chết Chikaraishi Tsuyoshi, kẻ đã hạ sát sư phụ mình. Đại chiến thế giới thứ nhất nổ ra và Trần Chân cũng bị chính phủ Bắc Dương bắt đi làm quân dịch cho liên quân Anh - Pháp, phục vụ trên chiến trường Pháp cùng một số anh em công nhân Trung Hoa khác. Một người bạn thân của anh là Thiên Nguyên bị quân Đức bắn, Trần Chân cùng đồng đội đánh tan tác nhóm lính súng máy trên tầng cao, giải thoát cho các anh em công nhân khác trở về căn cứ địa. Khi chiến tranh kết thúc, Trần Chân giả làm Thiên Nguyên để hoạt động như một cổ đông cho hộp đêm Casablanca của doanh nhân Lưu Dụ Thiên, qua đó moi móc thông tin về bộ chỉ huy Nhật dưới trướng Đại tướng Chikaraishi Takeshi. Một lần sa bẫy và bị địch bắt, Takeshi đã tiết lộ rằng ông muốn trả thù cho cha mình là Tsuyoshi, nên hắn hẹn ngày thách đấu với Trần Chân tại chính võ đường Hồng Khẩu. Các đồng đảng của Trần Chân bị Takeshi bắt treo cổ, và Trần Chân đã đến võ đường như đã hẹn trước. Trận đấu cuối cùng giữa hai kình địch đại diện cho danh dự quốc gia bắt đầu từ đây.
Cũng trong phim này, hình tượng "Thiên Sơn hắc hiệp" được đưa lên màn ảnh với một sứ mệnh cứu nước cao cả, đã trở thành điểm nhấn cho phim.

#### Phim khác
Ngoài các phim kể trên thì Trần Chân còn được đưa lên màn ảnh nhiều lần nữa trong các phim truyền hình Hoắc Nguyên Giáp (Ngô Việt đóng), Huyền thoại Hoắc Nguyên Giáp (Lương Tiểu Long đóng)...
Năm 1976, ba năm sau khi Lý Tiểu Long mất, đạo diễn La Duy, người đạo diễn bộ Tinh Võ Môn năm 1972 đã tiếp tục thực hiện bộ Tân Tinh Võ Môn với vai chính thuộc về Thành Long, trong kế hoạch đưa Thành Long lên thay thế hình tượng của Lý Tiểu Long. Vai chính tuy tên A Long nhưng mang nhiều đặc điểm giống Trần Chân. Bộ phim không thành công nhưng cũng góp phần đưa tên tuổi Thành Long trở nên nổi tiếng.
Ngoài ra cũng có thể kể đến phiên bản Tinh Võ Môn khác, tuy nhân vật chính có nhiều thế võ kỳ dị khó hiểu, nhưng phim cũng rất nổi tiếng, đó là bộ Tinh Võ Môn 1996 của danh hài Châu Tinh Trì.